# Аниматор (актёр)
Уличный актёр — специалист актёрского мастерства; актёр, изображающий каких-либо персонажей на различных мероприятиях. Входит в состав уличной актерской команды. В России уличные актёры появились примерно с 2000—х годов. Их работа основана на работе аниматоров в парках развлечений Европы.
Уличными актёрами работают артисты театров, кино, цирковые артисты, танцоры, акробаты, люди творческих и педагогических (дошкольных) профессий: хореографы, воспитатели и так далее.
В широком смысле, уличный актёр — это дальнейшая реализация профессии, которая во времена СССР называлась «массовик-затейник».
На данный момент уличный актёр выполняет задачи сопровождения гостей и их развлечения.
Главная задача уличного актёра — постоянный подогрев интереса публики к происходящему действию или времяпрепровождению в данном месте. Основными образами уличных актёров бывают клоуны, персонажи известных мультипликационных и художественных фильмов, разбойники, пираты и тому подобное.
Термин «аниматор» является псевдо-англицизмом.